# Václavovice – pískovna
Václavovice – pískovna je přírodní památka v okrese Ostrava-město v katastrálním území města Šenov a obce Václavovice v Moravskoslezském kraji asi 10 km jihovýchodně od Ostravy. Území je zařazeno mezi evropsky významné lokality Natura 2000.

## Fauna
Předmětem ochrany je populace čolka velkého (Triturus cristatus), žijí zde i čolek obecný (Lissotriton vulgaris), čolek horský (Mesotriton alpestris), rosnička zelená (Hyla arborea), skokan hnědý (Rana temporaria), skokan zelený (Pelophylax esculentus), kuňka obecná (Bombina bombina).

## Flora
Z rostlin se zde vyskytuje : olše lepkavá (Alnus glutinosa), topol osika (Populus tremula), ostřice klasnatá (Carex spicata), ostřice přetrhovaná (Carex divulsa), zblochan vodní (Glyceria maxima), sítiny, místy se vyskytuje i invazivní křídlatka sachalinská (Reynoutria sachalinensi).